# Kangra
Kangra fou un principat de l'Índia fundat segons la tradició en temps mítics (fins al 1500 aC) i més probablement vers el segle vi. Els rages katoch kshatriya rajput de la branca de Chandervanshi que governaven a Trigarta serien els fundadors del fort que va portar el nom de Kangra, al costat de la ciutat de Nagarkot.

## Història
Segons el Mahabharata la dinastia dels katoch es va establir a Jalandhar (Jullundur) entre el Sutlej i el Beas vers el 1500 aC. Al segle VII el peregrí xinès budista Hiuen Tsiang va trobar la dinastia katoch unida governant un únic regne. Potser amb la invasió musulmana al segle X, els prínceps katochs foren empesos cap a les zones de muntanya on la fortalesa de Kangra ja existia com una de les principals. Es van formar llavors (en dates incertes) diversos principats: Nurpur, Siba, Goler, Bangahal i Kangra. Aquestos estats protegits per les muntanyes van poder rebutjar o resistir a les invasions musulmanes successives; el 1009 Mahmud de Gazni es va apoderar de Kangra i va saquejar el temple; però al cap de 35 anys els muntanyesos van expulsar a la guarnició amb el suport del raja de Delhi. Després Kangra no torna a ser esmentada fins 300 anys després, el 1360, quan Firuz Shah Tughluk va atacar la fortalesa; el raja de Kangra es va sotmetre i va poder conservar els seus dominis, però el temple fou altre cop saquejat
La successió no deixa de ser llegendaria fins al final del segle XIV quan apareix Megh Chand que va lluitar contra Tamerlà. El seu fill i successor Hari va fundar Guler amb capital a Haripur i va originar les famílies Siba i Datarpur; un altre fill, Pratap Chand, va fundar Bhimbar. Karan Chand, germà de Hari Chand, va rebre el títol de Bada Raja. Vers el 1556 Akbar el Gran va conquerir la vall de Kangra, i Dharam Chand es va sotmetre i va obtenir el títol de maharajà de l'emperador mogol. Els següents sobirans, Bidhi Chand, Triloka Chand i Hari Chand II, als que s'havia deixat només la part muntanyosa i poc productiva, van estar revoltats contra l'emperador; el príncep Khurram va haver de conquerir Kangra personalment el 1620. Vint-i-dos prínceps van prometre obediència i tribut i van enviar ostatges a Agra. Hari Chand II va ser executat per Jahangir el 1627. Jahangir es va proposar crear una capital d'estiu a la vall, i el lloc escollir fou el poble de Gargari, però una visita posterior a Caixmir el va fer canviar d'idea. Sota Shah Jahan els rages de la muntanya i entre ells el de Kangra van restar tranquils pagant el tribut i executant les ordes imperials. Els sobirans eren investits per la cort imperial que enviava un decret i les robes cerimonials. El 1646 s'esmenta a Jagat Chand, raja de Nurpur, que al front de 14.000 rajputs reclutats al seu principat, va dirigir una expedició contra els uzbeks a Balkh i Badakhxan.
Chandarbhan Chand va morir a Delhi el 1658; el seu fill Vijay Ram Chand va rebre un mansab de 5000. En temps de Vijay Ram Chand el 1661, sota Aurangzeb, Raja Mandhata, net de Jagat Chand de Nurpur, fou governador de Bamiyan i Ghorband, a la frontera occidental de l'imperi, a 8 dies de camí de Kabul; uns 20 anys després va rebre per segona vegada el mateix càrrec amb un mansab de dos mil cavalls.
Alam Chand II va fundar Alampur i el seu fill Hamir va fundar el fort d'Hamirgarh i la ciutat d'Hamirpur; el seu fill Abhay Chand va fundar el fort de Riyal-Tira-Abhymanpur i el temple de Thakurdwara. Onze fills de Ghamir Chand foren exclosos de la successió i aquesta va passar al seu nebot (fill d'un germà que no va regnar) Ghamand Chand que va restaurar el fort de Pathiar i fou nomenat nazim del Doab de Jalandhar o Jullundur per Ahmad Shah Durrani el 1758; justament Kangra i els territoris katoch havien passat nominalment a Ahmad Shah Durrani per cessió imperial el 1752, però en la pràctica els sobirans van quedar independents i d'altra banda el fort de Kangra estava en mans del governador Saif Ali Khan, que es negava a entregar-lo fins que després de la mort d'aquest governador el 1774 el raja de Kangra Sansar Chand II, fill de Ghamand Chand, va assetjar el fort; com que el no el va poder conquerir va demanar ajut al sikh Jai Singh Kanhaya, al qual finalment el fort es va rendir. Jai Singh se'n va retirar el 1785 i el va deixar en mans de Sansar Chand; aquest va agafar els títols de Naresh i Chhatrapati i va esdevenir cap suprem dels katoch rebent tribut d'altres prínceps que una vegada a l'any havien d'anar a la seva cort a retre-li homenatge i a acompanyar-lo en expedicions militars; però finalment, al cap de 20 anys, va fracassar en dos atacs als estats sikh de Ranjit Singh (1803 i 1804); el 1805 Sansar va atacar l'estat de Bilaspur o Kahlur que va cridar en ajut als gurkhes que s'havien apoderat ja dels territoris entre el Gogra i el Sutlej. Els gurkhes van atacar als katochs a Mahalk Mori el maig de 1806 i els van derrotar, assolant bona part de les muntanyes i fent una guerra constant contra els prínceps rajputs; el poble es va refugiar a les planes i els prínceps van agreujar al situació amb actes d'anarquia en els seus territoris; la invasió gurkha fou extraordinàriament destructiva; es van abandonar els cultius i la jungla ho va envair tot; els tigres anaven per les poblacions abandonades. Després de tres anys d'anarquia Sansar va demanar ajut a Ranjit Singh; aquest va entrar a Kangra, va derrotar els sikhs (agost del 1809) que finalment van evacuar el país fins al Sutlej. Sansar va perdre moltes de les seves possessions davant Ranjit Singh de Lahore pel tractat de Jawalamukhi el 1810. El fort de Kangra va quedar per Ranjit així com 66 pobles suposadament per mantenir a la guarnició. Progressivament Ranjit va eliminar els prínceps katochs. A Sansar se li va concedir el jagir de Lambagraon pel seu manteniment. El seu germà Fateh Chand va rebre el jagir de Rajgir. Sansar va morir el 1823 (o 1824) com a tributari fidel de Lahore. El seu fill Anrudh o Aniruddh Chand el va succeir però vers el 1828 va renunciar a tota pretensió sobre el tron de Kangra i es va retirar a Hardwar, abans de concedir la mà de la seva germana en matrimoni a un fill del ministre sikh Dhian Singh. Després de la fugida d'Anrudh el 1828, els territoris que li restaven foren annexionats. Dues filles de Sansar Chand II van estar casades amb Ranjit Singh i una van cometre sati (suicid ritual) a l'enterrament del marit el 28 de juny de 1839; la segona es va suïcidar el 1835
Com s'ha dit Aniruddh Chand va succeir a Sansar a Lambagraon, mentre un altre fill, Jodhbir Chand fou el primer Raja de Nadaun. A la mort d'Aniruddh el seu fill Ranbir Chand va recuperar Lambagraon i va rebre Mahal Moria com a jagir (1833); el seu germà Pramodh Chand, que aspirava a ser restablert pels britànics després del 1846, al nop aconseguir-ho es va revoltar el 1848, i fou derrotat i deposat, sent enviat desterrat a Almora on va morir el 1851 i el jagir va passar a la branca de Rajgir, representada per Pratip Chand III, que va unificar els dos territoris.
Jai Chand VI (1864-1933), fill de Pratip, tenia tres anys el 1864 i fou adoptat per la maharani de Pramodh Chand; el jagir va quedar sota el control del consell de corts (Courts of Wards) fins al 1883; el 15 de març de 1909 se li va concedir el títol hereditari de raja i el 1922 el de maharaja de manera personal, rebent també altres distincions, incloent salutació d'onze canonades. El jagir va accedir a l'Índia el 1948 amb el seu jagirdar tractat de sobirà de Kangra i Lambagraon.

## Bandera
La bandera era rectangular vermella amb una vora verda no gaire ample als quatre costats.

## llista de rages
- Raja MEGH CHAND 1390-1405, fought against Timur, married and had issue.
- Raja HARI CHAND I 1405-1420 (fill)
- Raja KARAN CHAND II 1420-1430
- Raja SANSAR CHAND I 1430-1450
- Raja DEVANGGA CHAND 1450-1465
- Raja NARENDRA CHAND 1465-1480
- Raja SUVIRA CHAND 1480-1490
- Raja PRAYAG CHAND 1490-1510 o 1520 (fill)
- Raja RAM CHAND vers 1510 o 1520 a 1528 o 1538 (fill)
- Raja DHARAM CHAND 1528 o 1538-1563 (fill)
- Raja MANIKA CHAND 1563-1570 (fill)
- Raja JAI CHAND V 1570-1585
- Raja BIDHI CHAND 1585-1607 (fill)
- Raja TRILOKA CHAND 1607-1612 o 1615
- Raja HARI CHAND II 1612 o 1615-1627
- Raja CHANDARBHAN CHAND 1627-1658 (descendent d'un germà de Dharam Chand)
- Raja VIJAY RAM CHAND 1660-1687 (fill)
- Raja UDAI RAM CHAND 1687-1690 (germà)
- Raja BHIM CHAND 1690-1697 (fill)
- Raja ALAM CHAND II 1697-1700 (fill)
- Raja HAMIR CHAND 1700-1747 (fill)
- Raja ABHAY CHAND 1747-1750 (fill)
- Raja SHRINGAR CHAND 1750
- Raja GHAMIR CHAND 1750-1751 (germà d'Hamir Chand)
- Raja GHAMAND CHAND 1751-1774 (nebot)
- Raja TEGH CHAND 1774-1775 (fill)
- Raja SANSAR CHAND II 1775-1810 (fill)

## Jagirdars de Lambagraon
- Raja SANSAR CHAND II 1810-1823
- Raja ANIRUDDH CHAND 1823-1833 (fill)
- Raja RANBIR CHAND 1833-1847 (fill), va rebre el jagir de Mahal Moria
- Raja PRAMODH CHAND 1847-1851 (germà) deposat pels britànics
- Raja PRATAP CHAND III (de Rajgir) 1851-1864 (per adopció i per matrimoni)
- Maharaja Sir JAI CHAND VI 1864-1933 (fill) (adoptat per la maharani de Pramodh Chand)
- Raja Shri DRUV DEV CHAND KATOCH 1933-1949 (+1988)

## Branca de Rajgir
- Fateh Chand, vers 1810-?
- Rudra Chand ?-1851 (fill)
- Pratap Chand, adoptat per la maharani a la successió de Lambagraon 1851 (fill)